# Karl Trinks
Karl Otto Trinks (* 29. August 1891 in Wolkenstein; † 1. Juni 1981 in Dresden) war ein deutscher Pädagoge.

## Leben

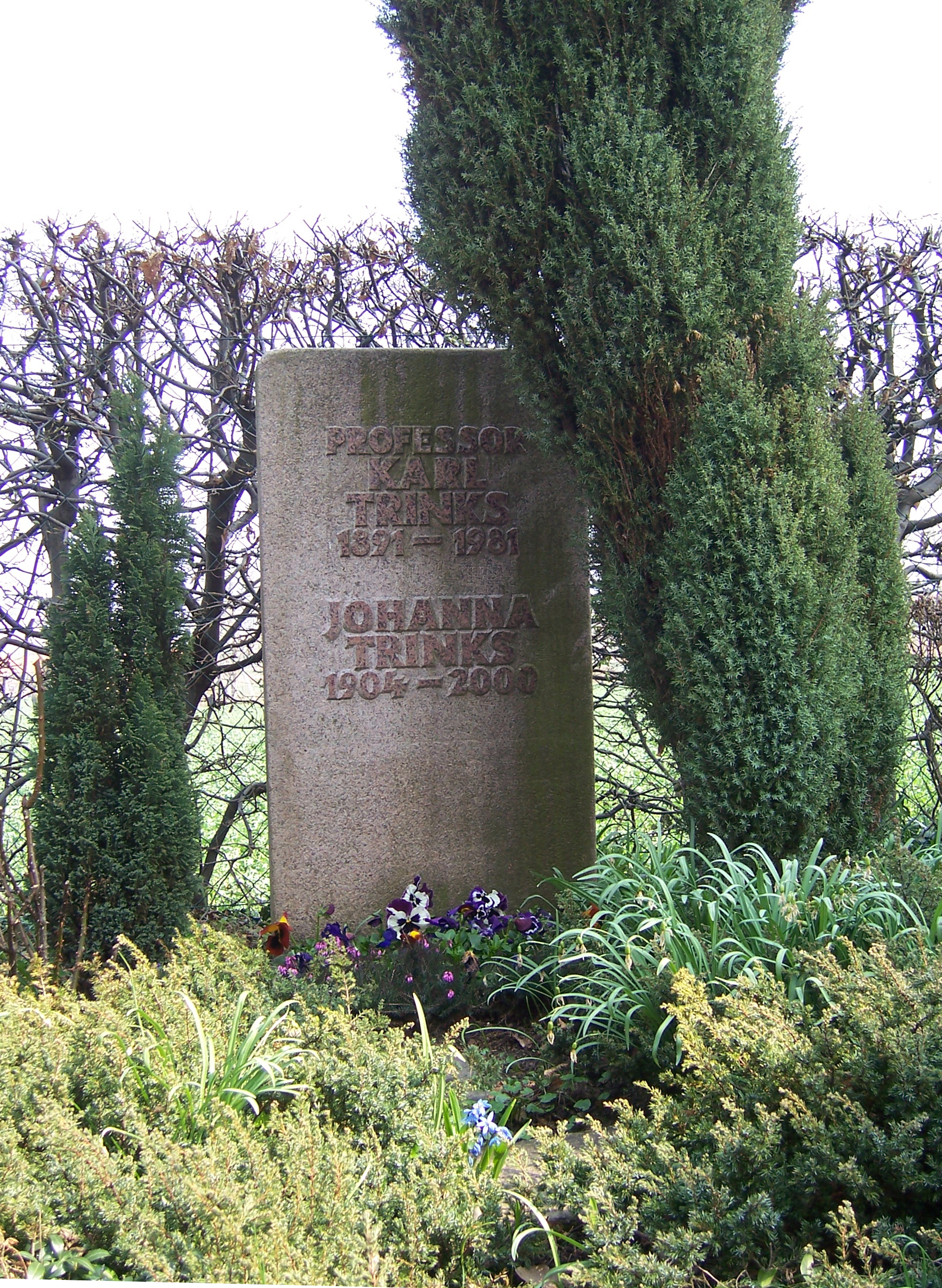
Grab von Karl Trinks auf dem Friedhof Dölzschen

Trinks besuchte von 1906 bis 1912 das Lehrerseminar in Stollberg und arbeitete zunächst als Lehrer in Königstein. Von 1914 bis 1918 nahm er als Soldat am Ersten Weltkrieg teil und arbeitete ab 1919 in Dresden als Lehrer. Ab 1922 war der Pädagoge an der Dresdner Versuchsschule angestellt. Trinks war Sozialdemokrat und setzte sich – von 1924 und 1928 auch als Vorsitzender des Dresdner Lehrervereins – aktiv für eine „Reform der akademischen Lehrerausbildung“ ein. Im Jahr 1933 wurde er von den Nationalsozialisten wegen Vorbereitung zum Hochverrat verhaftet, jedoch nach kurzer Zeit freigelassen. Er ging nach Italien und widmete sich an der Universität Florenz wissenschaftlichen Studien. Ab 1938 arbeitete er als Hauslehrer für eine Dresdner Familie.
Trinks war ab 1945 als Referent für Lehrerbildung in Dresden tätig und wurde zudem als Direktor der Stadtbibliothek und des Ratsarchivs eingesetzt. Ab 1946 lehrte er als Professor für Theoretische Pädagogik und Geschichte der Pädagogik an der TH Dresden. Er wurde Direktor des Pädagogischen Seminars und 1949 Gründungsdekan der Fakultät Pädagogik und Kulturwissenschaften. Ab 1952 stand Trinks dem Institut für Theorie und Geschichte der Pädagogik der TH Dresden als Direktor vor. Er wurde 1957 emeritiert und verstarb kurz vor seinem 90. Geburtstag 1981 in Dresden. Sein Grab befindet sich auf dem Friedhof Dölzschen. Trinks’ Nachlass wird vom Universitätsarchiv der TU Dresden und vom Archiv der Bibliothek für Bildungsgeschichtliche Forschung verwaltet.
Trinks beschäftigte sich in zahlreichen Schriften mit den „historischen und […] aktuellen Fragen des Bildungswesens“. Er war ein Anhänger der Reformpädagogik, was ihm in der DDR den Vorwurf des Revisionismus einbrachte.

## Schriften (Auswahl)
- 1925: Die Selbstverwaltung als Baugesetz der neuen Schule
- 1926: Linol- und Holzschnitt in der Schule
- 1933: Die Sozialgestalt des Volksschullehrers
- 1951: Die Technik der geistigen Arbeit als akademischer Lehrgegenstand
- 1951: Die bildungspolitische Herkunft der Technischen Hochschulen
- 1954: Das pädagogische Weimar